# Agnieszka Grochowska
Agnieszka Grochowska est une actrice polonaise, née le 31 décembre 1979 à Varsovie, en Pologne.

## Biographie
Diplômée de l'Académie de théâtre Alexandre Zelwerowicz en 2002, Agnieszka Grochowska devient actrice du Théâtre-studio Stanisław Ignacy Witkiewicz de Varsovie en 2003. Sur scène elle débute dans La Mouette aux côtés de Krystyna Janda et dans Amadeus, où elle donne réplique à Zbigniew Zapasiewicz. Pour sa performance, elle sera nommée pour le prix Félix de la révélation théâtrale de la saison.
Au cinéma, elle débute sous la direction de Dariusz Gajewski (pl) dans le drame psychologique AlaRm en 2002.
Elle est récompensée par le prix du meilleur second rôle féminin aux 35e Festival du film polonais de Gdynia pour son rôle dans Trzy minuty. 21:37 de Maciej Ślesicki (pl).

## Filmographie
- 2015 : Enfant 44
- 2013 : L'Homme du peuple
- 2012 : Rien de mal
- 2011 : Sous la ville (W ciemności) de Agnieszka Holland : Klara Keller
- 2009 : Upperdog de Sara Johnsen : Maria
- 2008 : Mała wielka miłość : Joanna
- 2004 : Pręgi
- 2018 : Teen Spirit de Max Minghella
- 2020 : Dans les bois
- 2022 : Sans un mot
- 2024 : l'Académie de M.Kleks

## Doublage vocal
- 2011 : Spy Kids 4: All the Time in the World : Marissa
- 2008 : Ratatouille : Colette
- 2006 : Dreamfall : Zoë Castillo

## Récompenses
Festival du film polonais de Gdynia
- 2010: meilleur second rôle féminin − Trzy minuty. 21:37

Berlinale
- 2007: prix de l'étoile de demain

Prix Amanda
- 2010: meilleure actrice dans un rôle principal − Upperdog